# الحرب الإنجليزية النيبالية
في عام 1801، احتلت شركة الهند الشرقية مقاطعة جوراكبور، فأصبح للجوركا، من سكان مقاطعة تارائي، حدود مشتركة مع البريطانيين، غير أن هذه الحدود، وهي من الجهة الشمالية، لم تكن محددة المعالم. وفي عهد اللورد مينتو، احتل الجوركا مقاطعة بهوتوال، في الشمال، لكن الشركة استعادتها منهم، ومصالح الجوركا مختلفة مع مصالح الشركة، فاستمر الإنجليز في زرع بذور الحرب.
وفي شهر مايو من عام 1814، هاجم الجوركا مراكز الشركة الثلاثة، في بهوتوال، وفي شهر أكتوبر، أعلن الجنرال الحاكم اللورد هاستنجز الحرب على الجوركا، وقطع على نفسه أن يقود بنفسه هذه الحرب، وهاجم الجوركا في المواقع الأربعة، على طول الخط من سوتليج إلى كوسي، وقد حاول البريطانيون، كذلك، أن يرشوا الحكومة النيبالية. ولم يكن قهر النيباليين مهمة سهلة على اللورد هاستنجز، كما أنه لم يكن من السهل على الجنود البريطانيين أن يجتازوا هذا الإقليم الجبلي.
وفي عامي 1814 ـ 1815، قبل البريطانيون الهزائم قسراً. وقد انسحب اللواءان مارلي وود، وجون وود، بعد عدة محاولات فاشلة، للزحف إلى العاصمة النيبالية، وقد لقي الجنرال جيليسبي حتفه في كالانجا، وانهزم اللواء مارتنديل في جائيتاك. غير أنه عُوِّض عن كل هذه الهزائم، عندما استولى الزعيمان نيكولز وجاردينر، على مدينة ألمورا، في مقاطعة كوماون، في شهر أبريل من عام 1815. وفي 15 مايو من عام 1815، أجبر الجنرال أوتشترلوني، قائد الجوركا، أمارسينج ثابا، أن يسلم قلعة مالون. وأخيراً، وفي 28 نوفمبر 1815، وقع الجوركا معاهدة ساجولي. غير أن حكومة النيبال ترددت في المصادقة على المعاهدة، فعادت المصادمات من جديد.
ثم زحف الجنرال أوتشترلوني إلى العاصمة النيبالية، وهزم النيباليين في ماكوانبور، في 28 فبراير 1816. وهذا أجبر الحكومة النيبالية على أن تصادق على المعاهدة، التي أسقط، بموجبها، النيباليون مطالبهم بمواقع على الثغور الجنوبية والغربية، مثل جارهوال، وكوماون، وانسحبوا من سيكيم. ووافقوا على أن يكون في كاتماندو مندوب بريطاني مقيم. ومنذ ذلك الوقت، تلتزم الحكومة النيبالية بحلفها مع الإنجليز.